# آزار و اذیت دیوکلتیانی

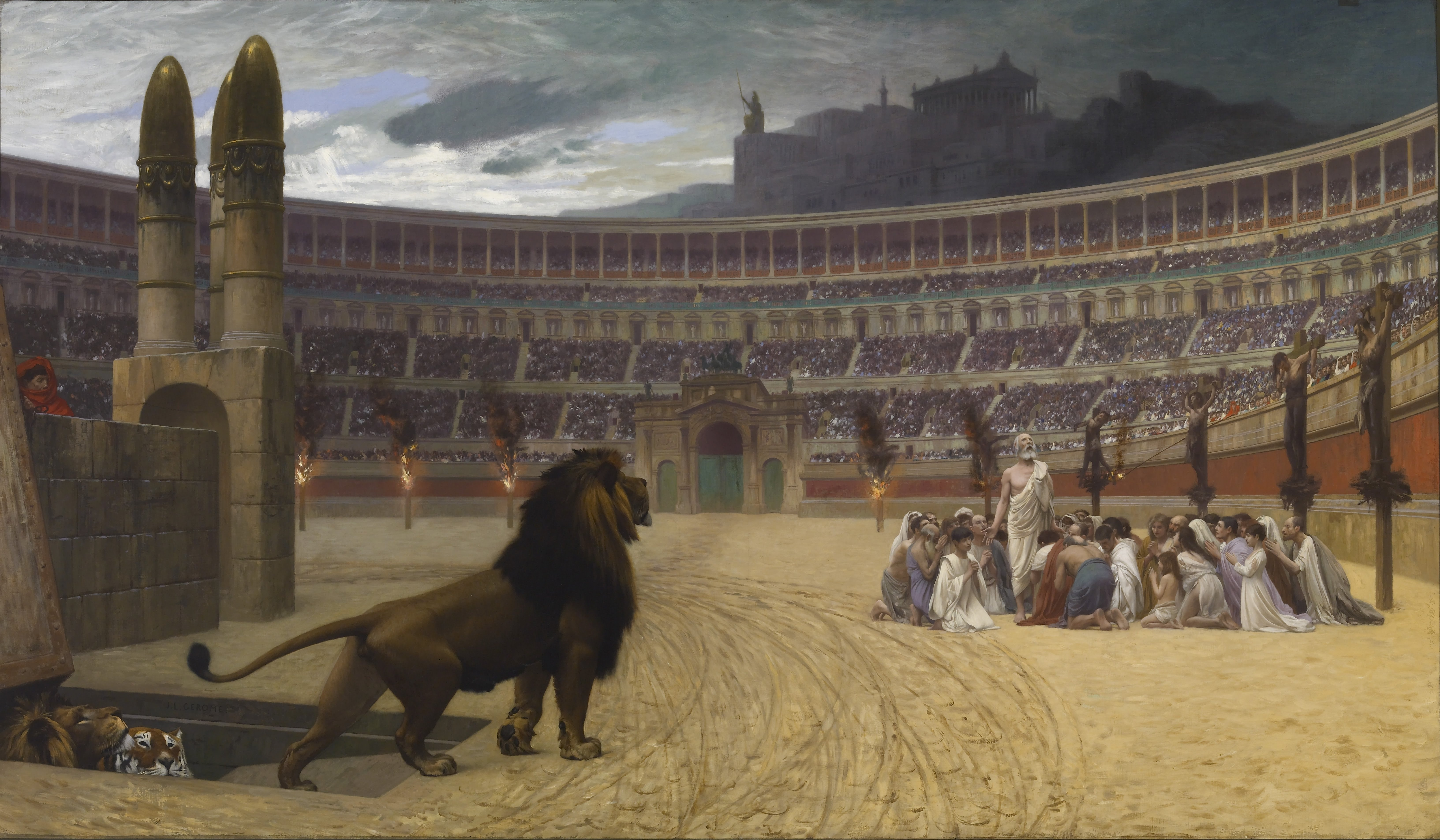
آخرین دعای شهید مسیحی, اثر ژان-لئون ژروم (۱۸۸۳)

آزار بزرگ یا آزار دیوکلتیانی (انگلیسی: Diocletianic Persecution) آخرین و خشونت‌بارترین دورهٔ آزار و اذیت مسیحیان در امپراتوری روم بود. در ۳۰۳ میلادی امپراتورهای روم دیوکلتیان، ماکسیمیان، گالریوس و کنستانتیوس کلوروس مجموعه‌ای از فرمان‌ها را صادر کردند که حقوق مسیحیان را لغو می‌کرد و مسیحیان را وادار می‌ساخت به آیین‌های دینی سنتی روی بیاورند. این آزارها در سرزمین‌های مختلف امپراتوری شکل‌های مختلفی به خود می‌گرفت. در گال روم و بریتانیای روم این آزارها خفیف بودند و در استان‌های شرقی بسیار شدید. امپراتور گالریوس برخی از این آزارها را با فرمان سردیکا در ۳۱۱ میلادی متوقف کرد ولی فرمان میلان از سوی امپراتورها کنستانتین بزرگ و لیسینیوس در سال ۳۱۳ میلادی به عنوان پایان رسمی آزار بزرگ شناخته می‌شود.
آزار بزرگ مسیحیان، که همزمان با اعدام پیروان آیین مانوی نیز بود، نتوانست از گسترش مسیحیت جلوگیری کند و تا ۳۲۴ میلادی مسیحیت مذهب رسمی امپراتوری شده بود.

## مدارا و آزار مذهبی در امپراتوری روم
امپراتوری روم وسعت خود را با زور به دست آورد. اما برای کنترل چنین امپراتوری وسیعی، نیاز به جلب همکاری مردم تابع خود داشت. این کار را به طرق مختلف انجام داد. روم به جای مجازات کشورهای تسخیر شده، اغلب با آنها به عنوان متحد رفتار می‌کرد و آنها را تشویق می‌کرد تا در شکوه و ثروت ساختن امپراتوری شرکت کنند. امپراتوری روم به مردمان کمتر پیشرفته تر از روم در گال روم، بریتانیای روم و اسپانیا، تمدنی پیشرفته با زبان نوشتاری (لاتین)، سیستم حقوقی و شهرهایی با مدیریت خوب ارائه کرد. مردم بخش شرقی امپراتوری - یونان، آسیای صغیر، خاورمیانه و مصر - قبلاً عمیقاً تحت تأثیر تمدن یونان قرار گرفته بودند. روم این تمدن را به رسمیت شناخت و به آن احترام گذاشت.
مذهب در روم باستان شامل بسیاری از خدایان اصلی و فرعی بود که در راس آنها خدای آسمان، ژوپیتر قرار داشت. در باور رومیان، نوعی قرارداد بین مردم و خدایانشان وجود داشت. در ازای انجام مراسم مذهبی، خدایان، مورد نیاز رومیان، سعادت، سلامتی و موفقیت نظامی را تضمین می‌کردند. مانند رومیان، تقریباً همه مردمان تسخیر شده چندخداپرست بودند. آنها خدایان خود را می‌پرستیدند که فکر می‌کردند از آنها محافظت می‌کند. از آنجایی که آنها معتقد بودند که مردمان دیگر خدایان خود را دارند، شرکت در جشنواره‌های بزرگداشت خدایان رومی را نسبتاً آسان می‌یافتند و موضوع صرفاً احترام به رومیان بود. در عوض، رومیان معابدی ساختند و برای خدایان مردمان تسخیر شده قربانی کردند. با گذشت زمان، خدایان مردمان دیگر در میان رومیان محبوبیت زیادی پیدا کردند. رومی‌ها در واقع خدایان یونان را با خدایان خود یکی می‌دانستند. برای مثال، ژوپیتر و زئوس به عنوان یک خدا در نظر گرفته می‌شدند. هنگامی که خدایان یونانی-رومی نیازهای آنها را برآورده نکردند، بسیاری از رومی‌ها از شرق به فرقه‌های اسرارآمیز پیوستند. آیین ایزیس، الهه مصری، در آغاز قرن اول امپراتوری را فرا گرفت. آیین میترا، خدای خورشید ایرانی، برای سربازان محبوبیت خاصی پیدا کرد (و برای امپراتوری مفید بود زیرا شجاعت را آرمانی می‌کرد).
رومی‌ها به‌طور کلی این فرقه‌ها را تحمل می‌کردند، اما استثناهایی هم وجود داشت. جمعیتی که دیونیسوس، خدای یونانی مرتبط با شراب و مستی را جشن می‌گرفتند، چنان غیرقابل کنترل و یاغی شدند که روم برای مدتی این فرقه را سرکوب کرد. اما در عرض چند سال، روم تسلیم شد و اجازه داد تا زمانی که بیش از پنج نفر در هر زمان عبادت نکنند. هنگامی که کاهنی از آیین ایزیس یک زن بیگناه رومی را اغوا کرد، امپراتور روم تیبریوس (۴۲ پیش از میلاد – ۳۷ پس از میلاد) دستور داد معبد ویران شود و کشیشان آن را اعدام کنند. اما امپراتور بعدی یک بار دیگر این فرقه را مجاز کرد.
ادیانی که روم با آنها بیشترین مشکل را داشت، یکتاپرستی بود - یهودیت و مسیحیت. از آنجا که این ادیان معتقد بودند که فقط یک خدا وجود دارد، آنها پرستش خدایان دیگر را ممنوع کردند. اعضای آنها از ارائه پیشکش به خدایان رومی یا شرکت در جشن‌های مذهبی رومی خودداری می‌کردند که روم آن را نشان دادن وفاداری می‌دانست.

### رفتار روم با یهودیان
در سال ۶۳ قبل از میلاد، رومیان یهودیه، سرزمین یهودیان را فتح کردند. روم بلافاصله متوجه شد که مشکلی دارد زیرا یهودیان از ادای احترام به خدایان رومی خودداری می‌کردند. روم تسلیم شد و یهودیان را از این الزام معاف کرد. روم این کار را تا حدی به این دلیل انجام داد که یهودیان چندین سال قبل به ژنرال رومی ژولیوس سزار کمک کرده بودند تا در نبرد مهمی پیروز شود. به زودی روم یهودیت را به عنوان یک دین قانونی به رسمیت شناخت و به یهودیان اجازه داد تا آزادانه عبادت کنند.
اما روم به یهودیان بدگمان می‌نگریست و آنها را در موارد متعدد مورد آزار و اذیت قرار می‌داد. یکی از جدی‌ترین درگیری‌ها بین روم و یهودیان در یهودیه (استان روم) در سال ۶۶ پس از میلاد زمانی که نرون امپراتور بود آغاز شد. فرماندار رومی تصمیم گرفت مقدار زیادی پول از خزانه معبد بزرگ اورشلیم را مصادره کند. او مدعی شد که مالیات‌های بدهکار امپراتور را جمع‌آوری می‌کند. شورش درگرفت که سربازان رومی بی‌رحمانه آن را سرکوب کردند. این به نوبه خود باعث خشم یک گروه ملی‌گرا از انقلابیون یهودی به نام زیلوت‌ها شد که رومی‌ها را در اورشلیم قتل‌عام کردند و به سربازان رومی در سایر نقاط استان روم حمله کردند.
نرون سه لژیون را برای سرکوب شورش فرستاد. تا تابستان سال ۶۸، روم کنترل خود را بر بیشتر استان بازگرداند. دو سال بعد ۷۰ میلادی، رومیان اورشلیم را پس گرفتند و معبد دوم اورشلیم، مرکز دین یهود را ویران کردند. جنگ برای چند سال دیگر ادامه یافت تا اینکه قلعه زیلوت در ماسادا سقوط کرد.
در پی این شورش، روم سعی کرد با بیرون راندن یهودیان به نقاط مختلف امپراتوری، از قیام‌های بیشتر جلوگیری کند. اما یهودیان در دو شورش ناموفق دیگر قیام کردند. اولین مورد در سالهای ۱۱۵–۱۱۶ در چندین شهر خاورمیانه رخ داد. دومی در اورشلیم در سال ۱۳۱ زمانی که امپراتور هادریان اعلام کرد که زیارتگاهی برای ژوپیتر در محل معبد بزرگ ویران شده خواهد ساخت. رومیان پس از درهم شکستن این چالش‌ها برای قدرت خود، یهودیان را در سراسر امپراتوری پراکنده کردند. اما یهودیت یک دین قانونی باقی ماند.

### نگرش اولیه نسبت به مسیحیت
روم دلایل خوبی برای تحمل دین یهود داشت. اولاً، این یک دین جا افتاده و با سابقه طولانی بود. مهم‌تر از همه، روم می‌خواست مردم یهودیه را از شورش بازدارد. هیچ‌یک از این دلایل در مورد مسیحیت صدق نمی‌کرد. این شاخه جدید دین یهود در ابتدا در میان مردم یهود حمایت چندانی نداشت. در واقع، اگر روم آن را سرکوب می‌کرد، بسیاری از یهودیان خوشحال می‌شدند. در حدود سال ۳۰ میلادی پونتیوس پیلاطس از سوی امپراتور تیبریوس (حکومت ۱۴ تا ۳۷ میلادی) برای حکومت بر یهودیه منصوب شده بود. در همین زمان قیافا یکی از بانفوذترین مردان اورشلیم بود. او قبلاً ۱۸ سال به عنوان کاهن اعظم معبد در منصبش مانده بود (اکثر کاهنان اعظم فقط ۴ سال این منصب را در اختیار داشتند)، و اتحادی قوی با قدرت اشغالگر روم ایجاد کرده بود. داستان محاکمه و به صلیب کشیدن عیسی از زمانی شروع می‌شود که عیسی یاغی سوار بر الاغی به اورشلیم وارد می‌شود و عمداً عملاً همان پیشگویی که کتاب مقدس عبری دربارهٔ آمدن مسیح تصویر شده بود را انجام می‌دهد. عیسی روز بعد به معبد بزرگ یهود و به صرافان به دلیل آلوده کردن مکان مقدس حمله می‌کند. رهبران تشکیلات یهودی متوجه می‌شوند که او قدرت آنها را تهدید می‌کند، و همچنین رومی‌ها، که می‌ترسند عیسی کاریزمای رهبری یک قیام چریکی علیه روم امپراتوری را داشته باشد، او را تحت نظر می‌گیرند. عیسی در باغ جتسیمانی توسط قیافا دستگیر می‌شود و سپس توسط فرماندار رومی محاکمه می‌شود.
هنگامی که فرماندار روم در یهودیه برای اولین بار در حدود سال ۳۰ پس از میلاد، امپراتور روم را از وجود مسیحیت در یهودیه روم آگاه کرد، امپراتور تیبریوس (حکومت ۱۴ تا ۳۷ میلادی) هیچ کاری برای جلوگیری از آن انجام نداد. امپراتور تیبریوس که فکر می‌کرد این فرقه ممکن است دین همیشه آزاردهنده یهودیان را تضعیف کند، از سنا خواست که ایمان مسیحی را قانونی کند و مسیح را خدای رومی معرفی کند. اما سنای روم نپذیرفت. در عوض، مسیحیت را به عنوان یک «خرافات غیرقانونی»، جرمی تحت قوانین روم اعلام کرد. اگرچه مسیحیت اکنون رسماً غیرقانونی بود، تیبریوس همچنان امیدوار بود که این فرقه مذهبی جدید به هدف او برای آرام کردن امپراتوری کمک کند. در نتیجه، به مقامات رومی دستور داد که در دین جدید دخالت نکنند، سیاستی که حدود ۳۰ سال تا زمان نرون ادامه داشت.

### آزار و شکنجه نرون
در شب ۱۸ ژوئیه سال ۶۴ پس از میلاد، آتش‌سوزی در منطقه سیرکوس ماکسیموس، عرصه بزرگ در شهر رم برای مسابقات ارابه سواری و بازی آغاز شد. آتش به سرعت گسترش یافت و به مدت شش روز بخش اعظم شهر از جمله کاخ امپراتور نرون را دربر گرفت. بلافاصله شایعه ای منتشر شد مبنی بر اینکه خود نرون باعث شده‌است که با ایجاد یک آتش بزرگ فضای خالی برای ساختن یک قصر جدید خالی شود. او تقریباً به‌طور قطع مسئولیت این آتش‌سوزی را بر عهده نداشت. با این وجود، مردم رم او را گناهکار می‌دانستند. نرون از ترس اینکه اوباش رومی به او حمله کنند، به دنبال پیدا کردن مسئول برای وقوع این آتش‌سوزی گشت. او به یک اقلیت کوچک مذهبی غیرمحبوب یعنی مسیحیان اشاره کرد.
مسیحیان هدف آسانی برای قربانی شدن بودند. مردم عادی روم شایعات مربوط به مسیحیان را باور می‌کردند. برخی فکر می‌کردند که مسیحیان آدمخواری می‌کنند زیرا مراسم عشای ربانی از ایمانداران می‌خواست که به‌طور نمادین گوشت و خون مسیح را بخورند. برخی دیگر معتقد بودند که مسیحیان محارم را به این دلیل انجام می‌دهند که محبت به برادران و خواهران خود را موعظه می‌کنند. بسیاری بر این باور بودند که مسیحیان از انسانیت متنفرند زیرا اسرار خود را حفظ می‌کردند و از زندگی عادی اجتماعی کناره می‌گرفتند. بسیاری از مشرکان می‌ترسیدند که خدایان خشمگین شوند و مردم روم را مجازات کنند زیرا مسیحیان از شرکت در مراسم مذهبی قدیمی خودداری می‌کردند. این ترس‌ها و شایعات به نرون کمک کرد تا افکار عمومی را به سمت سرزنش مسیحیان به جای او برای آتش بزرگ سوق دهد. آزارهای اولیه به صورت پراکنده، ناشی از شرایط محلی و وابسته به نگرش فرماندار بود. علت اساسی آزار و شکنجه، پرستش نکردن خدایان توسط مسیحیان بود همان خدایانی که اعتقاد بر این بود که لطف آنها باعث موفقیت امپراتوری شده‌است.
از آنجایی که دین مسیحیت هنوز غیرقانونی بود، دستور دستگیری، محاکمه و اعدام دسته جمعی آسان بود. شهدای مسیحی متحمل مرگ‌های وحشتناکی شدند. برای سال‌های متمادی، مسیحیان با این ابهام زندگی می‌کردند که هر لحظه ممکن است آزار و شکنجه دیگری رخ دهد. در سال ۱۱۰، امپراتور تراژان تلاش کرد تا بین اقلیت رو به رشد مسیحی و مشرکان رومی که خواستار نابودی فرقه مذهبی غیرقانونی بودند، به سازش برسد. اگرچه تراژان اجازه دستگیری مسیحیان را صادر کرد، اما جستجوی عمومی برای جستجوی آنها را ممنوع کرد و به مقامات رومی دستور داد که فعالانه در اجتماعات مسیحی دخالت نکنند. برای بیش از ۱۰۰ سال، مسیحیان دین خود را آشکارا و با اندک مانعی از سوی مقامات رومی در هر نقطه از امپراتوری موعظه کردند و عمل کردند. سیستم جاده‌های عالی رم به مسیحیان کمک کرد تا انجیل را در سراسر امپراتوری گسترش دهند. و گشودگی مسیحیان به مردم از همه گروه‌ها و طبقات به آنها کمک کرد تا نوکیشان زیادی پیدا کنند اما در سال ۲۵۰ امپراتور دسیوس (دقیانوس) تلاش کرد تا دین پیگنیسم روم را احیا کند و مسیحیان را مورد آزار و اذیت قرار دهد.

## آزار و اذیت بزرگ دیوکلتیان
در سال ۲۹۷، امپراتور دیوکلتیان آخرین آزار و شکنجه وحشتناک مسیحی را آغاز کرد. دیوکلتیان در زمان بحران به قدرت رسیده بود. قیمت کالاها به سرعت در حال افزایش بود، قبایل آلمانی بخش غربی امپراتوری را تهدید می‌کردند و امپراتوری ایران در شرق حمله می‌کرد. دیوکلتیان با جسارت حرکت کرد. او کنترل قیمت را تعیین کرد. او حجم ارتش را دو برابر کرد. برای اداره آسانتر امپراتوری، او آن را به دو بخش تقسیم کرد: شرق یونانی زبان و غرب به زبان لاتین.
دیوکلتیان که به وفاداری مسیحیان به دولت روم مشکوک بود، شروع به آزار و اذیت آنها کرد. او از همه سربازان مسیحی خواست که از ارتش روم استعفا دهند. او تجمع برای عبادت مسیحی را ممنوع کرد و دستور داد کلیساها و نوشته‌های مقدس را تخریب کنند. اعضای مسیحی دولت شکنجه و اعدام شدند. فرمان‌های دیگری نیز به دنبال داشت که قیام‌های مسیحی در بخش‌های شرقی امپراتوری رخ داد، جایی که مسیحیت قوی‌ترین بود. اسقف‌ها و کشیشان دستگیر، شکنجه و به شهادت رسیدند. در سال ۳۰۴، روم فرمان داد که همه مسیحیان برای خدایان پاگان قربانی کنند یا با مرگ روبرو شوند.
پس از بازنشستگی دیوکلتیان در سال ۳۰۵، جنگ داخلی برای تعیین جانشین او درگرفت. تقریباً یک دهه ادامه داشت. با این حال، آزار مسیحیان ادامه یافت. گالریوس، جانشین منتخب دیوکلتیان، از مسیحیان متنفر بود و جنگی برای نابودی آنها در امپراتوری شرقی ترتیب داد. جمعیت در عرصه‌های رومی فریاد می‌زدند: "بگذارید مسیحیان نباشند!" گالریوس وقتی دید که تلاش‌های او برای از بین بردن دین مسیحیت ناکام مانده‌است، ناامید شد.

### آزار و اذیت آیین مانوی
امور پس از آزار و اذیت اولیه ساکت شد. دیوکلتیان سه سال بعد در انطاکیه ماند. او در زمستان ۳۰۲ از مصر دیدن کرد. در مصر، برخی پیروان آیین مانوی که از پیامبر مانی طرفداری می‌کردند، در حضور سرکنسول آفریقا محکوم شدند. در ۳۱ مارس ۳۰۲، دیوکلتیان در فرمانی رسمی به نام «De Maleficiis et Manichaeis» که در «Collatio Legum Mosaicarum et Romanarum» گردآوری شده و خطاب به معاون آفریقا نوشته شده‌است:
ما شنیده‌ایم که مانویان […] فرقه‌های جدید و نامعلومی را در مخالفت با عقاید قدیمی‌تر ایجاد کرده‌اند تا بتوانند آموزه‌هایی را که در گذشته با عنایت الهی به ما تضمین شده بود، به نفع دکترین فاسد خود نابود کنند. آنها اخیراً مانند هیولاهای جدید و غیرمنتظره در میان نژاد پارسیان - ملتی که هنوز با ما دشمنی دارند - ظهور کرده‌اند و به امپراتوری ما راه یافته‌اند، جایی که خشونت‌های زیادی مرتکب می‌شوند، آرامش مردم ما را برهم می‌زنند و حتی به آنها آسیب جدی به جوامع مدنی تحمیل می‌کنند. دلیلی داریم که بترسیم که با گذشت زمان، همان‌طور که معمولاً اتفاق می‌افتد، کوشش می‌کنند تا طبیعت متواضع و آرام یک طبیعت بی‌گناه را به آداب نفرین‌آمیز و قوانین نادرست ایرانی‌ها آلوده کنند، مانند سم بدخیم (مار)… دستور می‌دهیم نویسندگان و رهبران این فرقه‌ها را به مجازات سختی برسانند و همراه با نوشته‌های ناپسندشان در آتش بسوزانند. ما به پیروان آنها دستور می‌دهیم که اگر به سرکشی ادامه دهند، مجازات اعدام خواهند شد و کالاهای آنها به خزانه امپراتوری منتقل می‌شود. و اگر کسانی که تا به حال به آن آیین ناشنیده، رسوا و کاملاً بدنام یا پارسیان رفته‌اند، افرادی باشند که دارای مناصب دولتی هستند، یا از هر رتبه یا موقعیت اجتماعی برتری برخوردارند، به آن رسیدگی خواهید کرد. که املاک آنها مصادره شده و متخلفان به (معادن) در فاینو یا معادن پروکونسوس (شهر) فرستاده می‌شوند. و برای اینکه این طاعون گناه از این خوشبخت‌ترین عصر ما کاملاً از بین برود، بگذارید فداکاری شما در اجرای دستورهای ما بشتابد.
مسیحیان امپراتوری در برابر همین خط فکری آسیب‌پذیر بودند.

## پایان آزار و اذیت
گالریوس که بر اثر سرطانی که به معنای واقعی کلمه بدنش را پوسیده بود، مرد، آزار و شکنجه را در سال ۳۱۱ به حالت تعلیق درآورد. سپس از مسیحیان درخواست کرد که برای سلامتی او دعا کنند. کنستانتین بزرگ که برای کنترل امپراتوری غرب می‌جنگید، این تصور را داشت که اگر زیر علامت صلیب بجنگد، در یک نبرد مهم پیروز خواهد شد. او خواست که سپر سربازانش را با صلیب علامت گذاری کنند و آنها را به جنگ فرستاد. هنگامی که آنها پیروز شدند، کنستانتین از حامیان جدی مسیحیت شد. کنستانتین به عنوان امپراتور جدید از جنگ داخلی بیرون آمد. در سال ۳۱۳، او اعلام کرد که هر فردی آزاد است «در پیروی از دینی که خود انتخاب می‌کند.» در زمان کنستانتین، مسیحیت به دین غالب تبدیل شد. در سال ۳۹۵، امپراتور تئودوسیوس یکم مسیحیت را به عنوان دین دولتی جدید روم معرفی کرد. مسیحیان که مدتها در حالت تدافعی بودند، به حمله به پیگن‌ها روی آوردند. آنها معابد را بستند و قربانی کردن برای خدایان رومی پاگان را ممنوع کردند. آنها حتی برخی از جشن‌های پاگان را به جشن‌های مسیحی تبدیل کردند. به عنوان مثال، کلیسا روز تولد خدای خورشید را در ۲۵ دسامبر به جشن میلاد مسیح تغییر دادند.